# Bāzegeh
Bāzegeh (persiska: بازگه) är en ort i Iran.   Den ligger i provinsen Kermanshah, i den västra delen av landet, 500 km sydväst om huvudstaden Teheran. Bāzegeh ligger 1 335 meter över havet och antalet invånare är 140.
Terrängen runt Bāzegeh är kuperad åt sydost, men åt nordväst är den platt. Bāzegeh ligger nere i en dal. Runt Bāzegeh är det ganska glesbefolkat, med 39 invånare per kvadratkilometer. Närmaste större samhälle är Sarāb-e Harasam, 4,0 km nordväst om Bāzegeh. Omgivningarna runt Bāzegeh är i huvudsak ett öppet busklandskap.